# Cheiloceps borinqueta
Cheiloceps borinqueta is een halfvleugelig insect uit de familie Issidae. De wetenschappelijke naam van deze soort werd voor het eerst geldig gepubliceerd in 1951 door Caldwell en Martorell als Thionia borinqueta.